# Pteris striphnophylla
Pteris striphnophylla är en kantbräkenväxtart som beskrevs av John T. Mickel. Pteris striphnophylla ingår i släktet Pteris och familjen Pteridaceae. Inga underarter finns listade.